# Wolfgang Knaller
Wolfgang Knaller (ur. 9 października 1961 w Waiern) – austriacki piłkarz grający na pozycji bramkarza.

## Kariera klubowa
Pierwsze piłkarskie kroki Knaller stawiał w amatorskim klubie SV Feldkirchen. W latach 1983–1986 grał w SV Spittal an der Drau. Następnie w 1987 trafił do Admiry Wacker Wiedeń i w jej barwach zadebiutował w 1987 w lidze. W 1989 roku dotarł z Admirą do finału Pucharu Austrii, wywalczył wicemistrzostwo kraju oraz zdobył Superpuchar Austrii. W 1996 roku znów wystąpił w finale krajowego pucharu i znów przegrał go wraz z partnerami klubowymi.
Na początku 1997 roku Wolfgang został bramkarzem Austrii Wiedeń, w której przez pierwsze cztery lata był podstawowym zawodnikiem, a przez kolejne dwa – rezerwowym dla Franza Wohlfahrta i Thomasa Mandla. W barwach Austrii rozegrał 135 spotkań, ale nie osiągnął większych sukcesów w lidze i krajowym pucharze.
W 2002 roku Knaller wrócił do Admiry, która miała już wówczas siedzibę w mieście Mödling. Dwukrotnie zajął z nią miejsce w środku tabeli, a w 2004 roku po przyjściu do klubu Grzegorza Szamotulskiego odszedł do LASK Linz. Przez dwa lata bronił w drugiej lidze i w 2006 roku zakończył karierę w wieku 45 lat.

## Kariera reprezentacyjna
W reprezentacji Austrii Knaller zadebiutował 16 października 1991 roku w przegranym 1:2 wyjazdowym spotkaniu z Irlandią Północną. W 1998 roku został powołany przez Herberta Prohaskę do kadry na Mistrzostwa Świata we Francji. Był tam rezerwowym dla Michaela Konsela i nie zagrał ani minuty. W reprezentacji Austrii wystąpił 4 razy.